# 第一乌斯曼农村居民点
第一乌斯曼农村居民点（俄语：Усманское 1-е сельское поселение）是俄罗斯联邦沃罗涅日州新乌斯曼区所属的一个农村居民点。其下辖有1个居民点，行政中心为新乌斯曼。据2016年统计，该农村居民点的人口为14338人。